# Desviación del comercio
La desviación del comercio es un término económico relacionado con la economía internacional en el que el comercio se desvía de un exportador más eficiente hacia uno menos eficiente mediante la formación de un tratado de libre comercio o una unión aduanera. El costo total del bien se abarata cuando se negocia dentro del acuerdo debido a la tarifa baja. Esto se compara con el comercio con países fuera del acuerdo con bienes de menor costo pero aranceles más altos. El término relacionado creación de comercio es cuando la formación de un acuerdo comercial entre países disminuye el precio de los bienes para más consumidores y, por lo tanto, aumenta el comercio en general. En este caso, el productor más eficiente con el acuerdo aumenta el comercio.
Los términos fueron utilizados por el economista 'viejo' de la Escuela de Chicago Jacob Viner en su artículo de 1950 The Customs Union Issue.

## Usos notables
Uno de los primeros usos del término fue el de Jacob Viner en su artículo de 1950 The Customs Union Issue. Más tarde, en la misma década, Richard Lipsey señaló que no sólo la ubicación de la producción, sino también la ubicación del consumo de bienes se verían afectados por acuerdos comerciales.
Béla Balassa discutió los conceptos relacionados con el Mercado Común Europeo en su documento 1967 Creación de Comercio y Desvío de Comercio en el Mercado Común Europeo.
En 2013, Historia Contextual de Paul Oslington, Historia del Practicante, y Estado Clásico: Lectura de The Customs Union Issue se revisó el artículo original de Jacob Viner.

## Ocurrencia
Cuando un país aplica el mismo arancel a todas las naciones, siempre importará del productor más eficiente, ya que la nación más eficiente proporcionará los bienes a un precio más bajo. Con el establecimiento de un acuerdo de libre comercio bilateral o regional, ese puede no ser el caso. Si el acuerdo se firma con una nación menos eficiente, es muy posible que sus productos se vuelvan más baratos en el mercado importador que los de la nación más eficiente, ya que solo hay impuestos para uno de ellos. En consecuencia, después del establecimiento del acuerdo, el país importador adquiriría productos de un productor de mayor costo, en lugar del productor de bajo costo del que estaba importando hasta entonces. En otras palabras, esto provocaría una desviación del comercio.

## Término
El término fue acuñado por Jacob Viner en The Customs Union Issue en 1950. Sin embargo, en su significado literal, el término era incompleto, ya que no captaba todos los efectos sobre el bienestar de la liberalización arancelaria discriminatoria, y no era útil cuando se trataba de productos no arancelarios barreras. Sin embargo, los economistas han abordado esta insuficiencia de dos formas. O ampliaron el significado original para cubrir todos los efectos sobre el bienestar, o introdujeron nuevos términos como expansión del comercio o creación de comercio interno versus externo.
El artículo de Viner se convirtió y sigue siendo el fundamento de la teoría de la integración económica internacional. Consideró solo dos estados que comparaban sus flujos comerciales con el resto del mundo después de que abolieron los aranceles aduaneros en la frontera interior de su unión. A raíz del hecho de que las uniones económicas suelen incluir más de 2 estados, se ha intentado incrementar el número de estados (3+mundo), pero sin tanto éxito, ya que no surgen conclusiones tan claras como las de Viner.
Frente al efecto de creación de comercio económicamente eficiente, el flujo de desviación del comercio es rentable en comparación con el resto del mundo. El equilibrio entre la creación de comercio y los efectos de la desviación del comercio debido a la creación de una unión económica hace que la unión sea económicamente eficiente (saldo positivo) o ineficiente (saldo negativo). Se basa en el hecho de que la unificación de estados generalmente aplica fusiones de más de un sector en la economía (incluso la Unión Europea del Carbón y del Acero, que tenía solo 2 sectores) que conducen a la creación de comercio o efectos de desviación.
Los efectos positivos de la desviación del comercio incluyen el aumento del comercio entre estados unificados, el aumento del empleo en los estados manufactureros dentro del sindicato, lo que conduce a un aumento de los impuestos y el bienestar respectivos.

## Desventaja
El comercio desviado puede perjudicar económica y políticamente a la nación que no es miembro y crear una relación tensa entre las dos naciones. La disminución de la producción del bien o servicio comercializado de una nación con una gran ventaja comparativa a una nación de menor ventaja comparativa va en contra de la creación de más eficiencia y, por lo tanto, en contra de un mayor excedente general. Los economistas creen ampliamente que la desviación del comercio es perjudicial para los consumidores. La dinámica de la desviación del comercio fue descrita por Ravshanbek Dalimov en 2009. Utilizó la similitud de los flujos comerciales con el flujo de gas o líquido estimulado por la diferencia de presión, mientras que los flujos de los flujos comerciales son estimulados por la diferencia de precios. Esto permitió el uso de ecuaciones de Navier-Stokes para la dinámica interregional de los flujos comerciales.